# Marcieu
Marcieu – miejscowość i gmina we Francji, w regionie Owernia-Rodan-Alpy, w departamencie Isère.
Według danych na rok 1990 gminę zamieszkiwało 70 osób, a gęstość zaludnienia wynosiła 6 osób/km² (wśród 2880 gmin regionu Rodan-Alpy Marcieu plasuje się na 1549. miejscu pod względem liczby ludności, natomiast pod względem powierzchni na miejscu 998.).